# Esenbeckia balzapambana
Esenbeckia balzapambana är en tvåvingeart som beskrevs av Günther Enderlein 1925. Esenbeckia balzapambana ingår i släktet Esenbeckia och familjen bromsar.
Artens utbredningsområde är Ecuador. Inga underarter finns listade i Catalogue of Life.